# Stazione di Vercurago-San Girolamo
La stazione di Vercurago-San Girolamo è una fermata ferroviaria posta sul tronco comune alle linee Lecco-Bergamo e Lecco-Milano. La fermata serve il comune di Vercurago, ed è dedicata a San Girolamo Emiliani, che in questa località fondò l'Ordine dei Somaschi.

## Storia

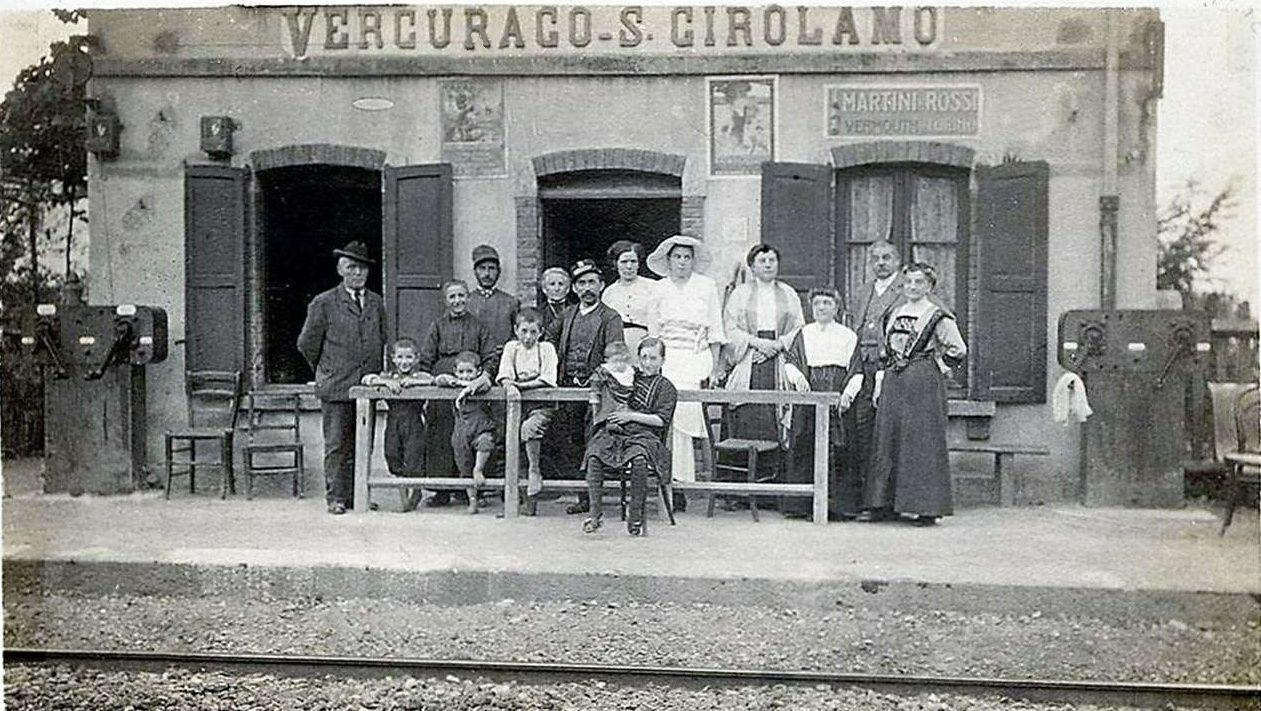
La stazione nel 1915

Nonostante la linea fosse stata attivata nel 1863, la fermata venne attivata solo successivamente, fra il 1876 e il 1896.

## Movimento
È l'unica fermata sul percorso Milano-Carnate-Lecco ad essere esclusa dal Servizio ferroviario suburbano di Milano. È servita solo da pochi treni regionali della relazione Lecco-Bergamo. Tutti i treni sono gestiti dalla società lombarda Trenord.

## Servizi
La stazione dispone di:
- Servizi igienici
- Bar